# Slag bij Bryn Glas

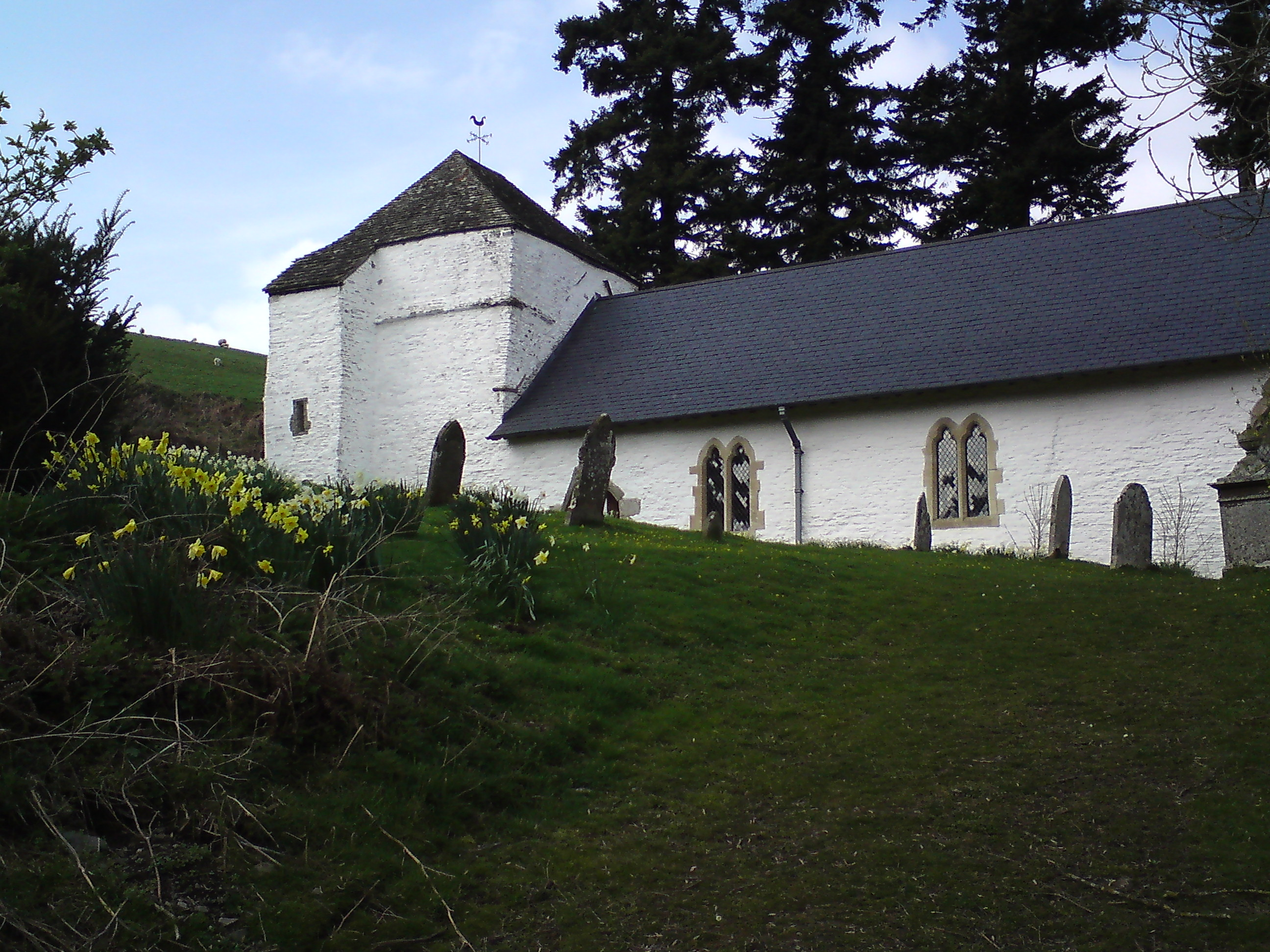
De kerk te Pilleth

De Slag bij Bryn Glas (soms aangeduid in Engelse verhalen als de Battle of Pilleth - hoewel de vertaling van Bryn Glas groene of blauwe heuvel is) werd uitgevochten op 22 juni 1402 in de buurt van de steden Knighton en Presteigne in Powys. Het liep uit op een grote overwinning voor de Welshe rebellen onder leiding van Owain Glyndŵr en het resulteerde in een voortzetting van de Welshe opstand en de destabilisatie van de Engelse politiek in de daaropvolgende jaren.